# 圣雅各联合教会

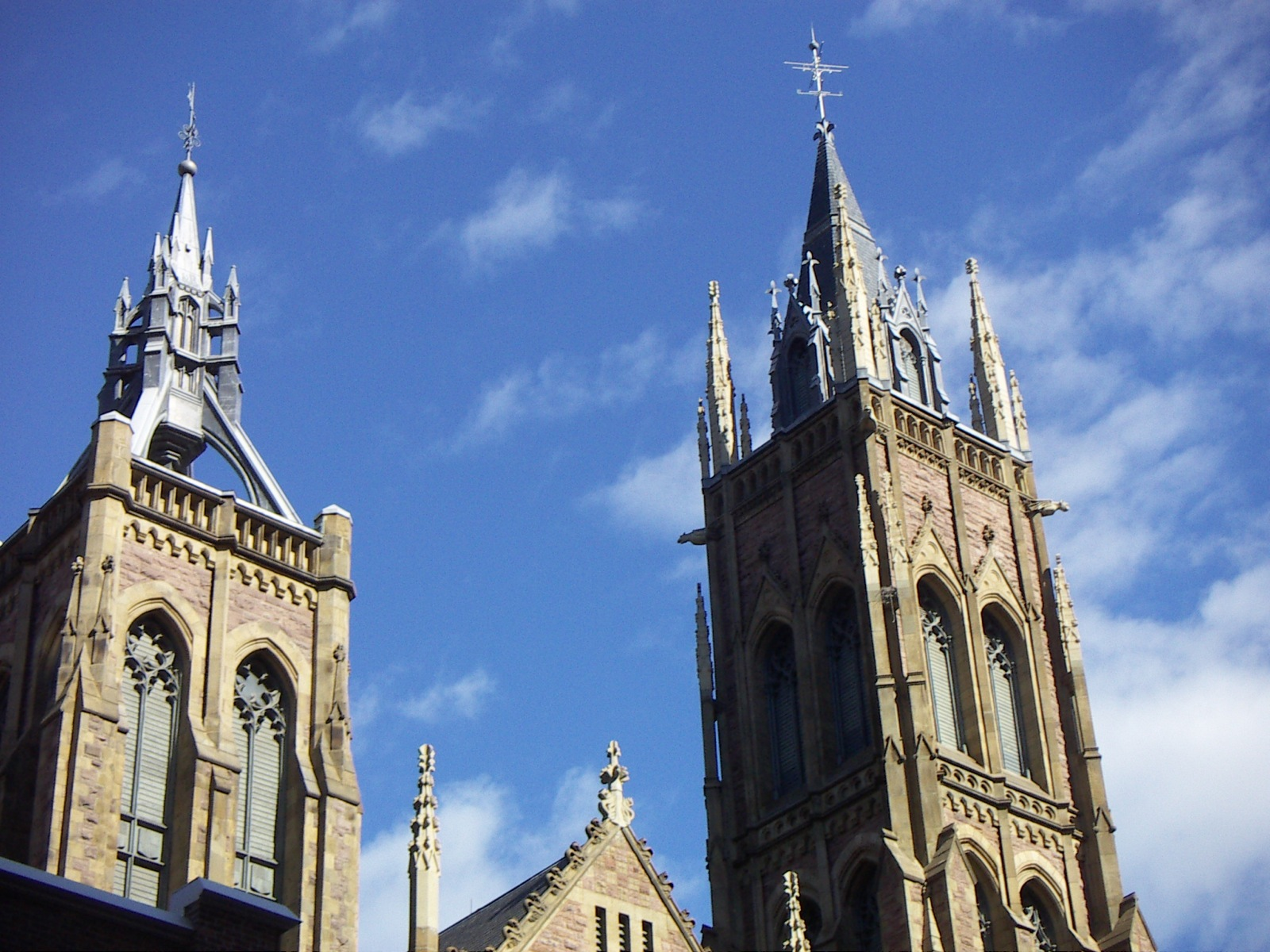

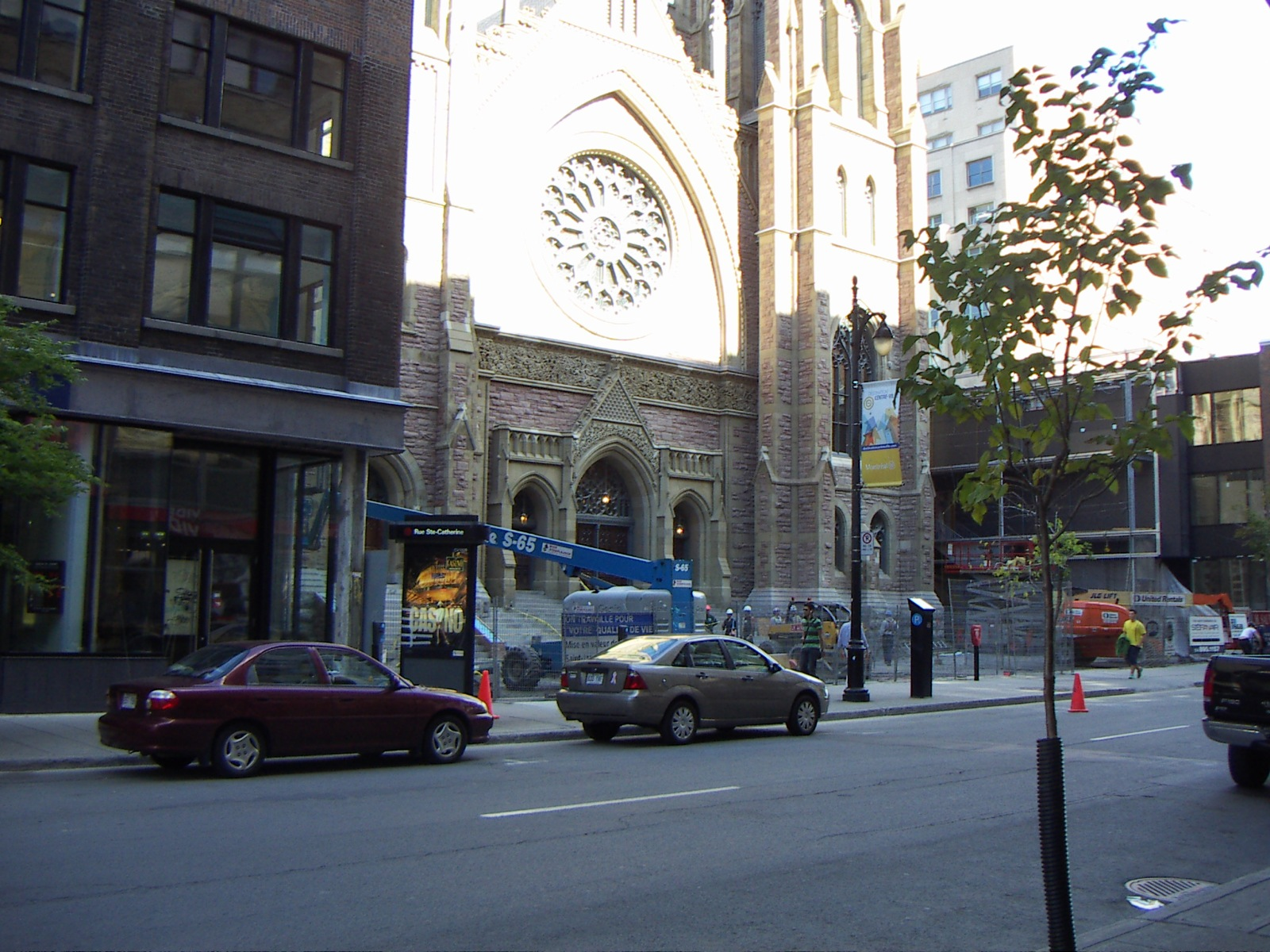

圣雅各联合教会（英語：Saint James United Church）是加拿大蒙特利尔市中心的一座新教教堂和历史建筑。
教堂为法国哥特式，由建筑师Alexander F. Dunlop设计。
圣雅各联合教会修建于1889年6月，是加拿大最大的卫理公会教堂，有2,000个座位，绰号“卫理公会主教座堂”。1925年以后，它属于加拿大联合教会，是加拿大卫理公会和长老会合并的结果。1851年11月25日，在此成立了北美洲第一个基督教青年会（在目前的教堂兴建之前）。
1927年，为了支付维修费用，教会允许在它前面的圣凯瑟琳街兴建商业大厦，致使教堂建筑被遮藏了78年，另外使用一个庞大的霓虹灯指示。2005年，商业楼宇被拆除，教堂才再次显露出来，前面是一个广场。
圣雅各联合教会位于西圣凯瑟琳街463号，圣亚历山大街和市议员街之间，邻近地铁麦基尔站。它被列为加拿大历史古迹。